# 壱岐海運
壱岐海運株式会社（いきかいうん）は、長崎県壱岐市に本社を置く運送事業者である。

## 概要
社名が示すように、もともとは郷ノ浦港 - 博多港間で定期貨物船航路を運航する海運事業者であったが、輸送量の減少や乗組員確保の困難等から、減船の後、事故を契機に2018年（平成30年）までに自社航路の運航から撤退し、他社フェリー航路を利用するトラック輸送に転換した。陸運事業者として長崎県トラック協会に加入している。
郷ノ浦港における九州郵船の貨物代理店業務も行っている。
昭和自動車の傘下となっていた時期もあったが、2010年代に同社傘下を離れている。

## 本社・営業所

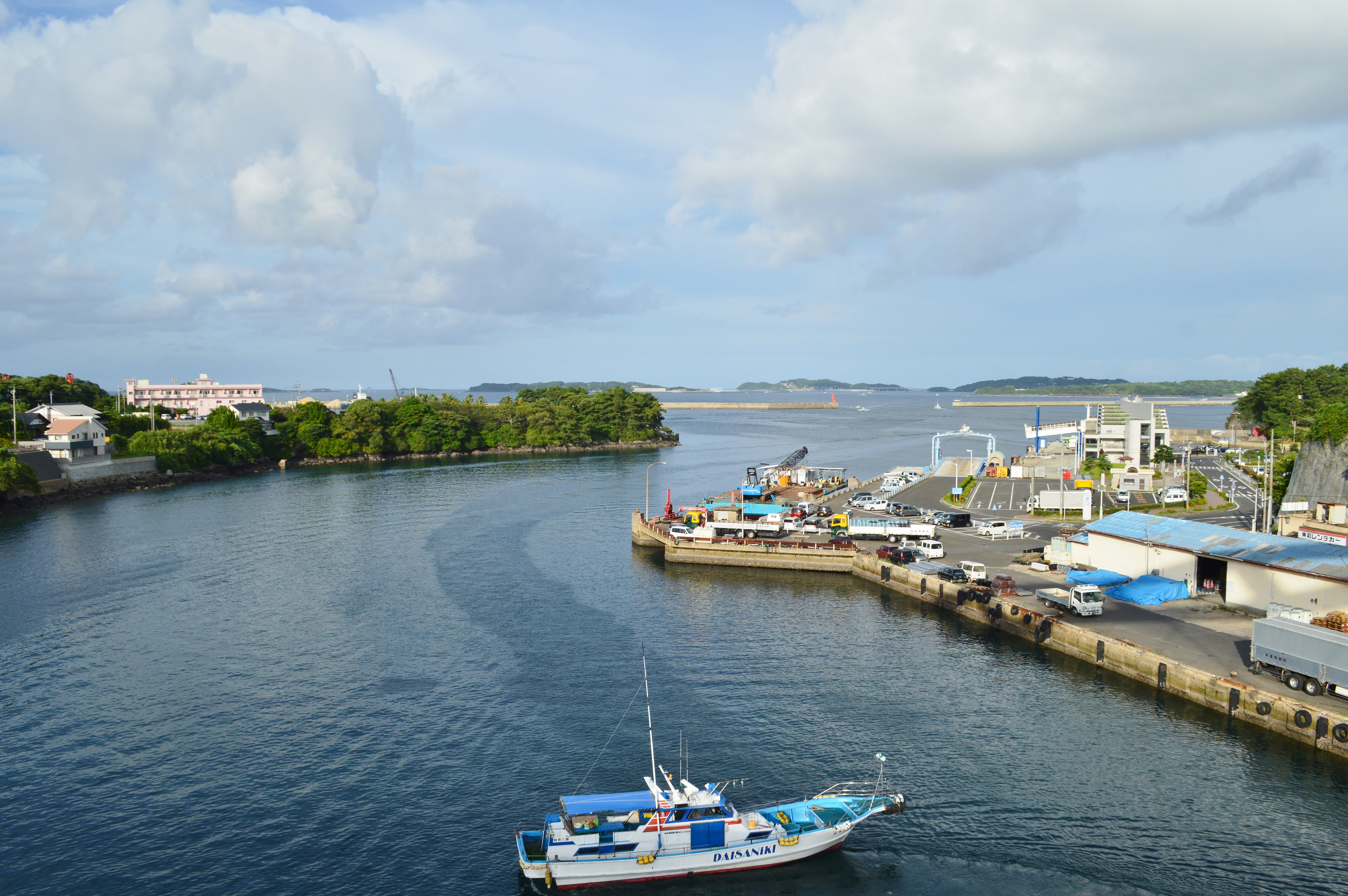
本社のある郷ノ浦港の貨物埠頭付近（2017年）。画面右側の臨港倉庫を壱岐海運が使用。その前から画面中央寄りに伸びる埠頭に停められている各種トラックも壱岐海運所属。

- 本社：長崎県壱岐市郷ノ浦町郷ノ浦266-2[5]
- 福岡営業所：福岡県福岡市中央区那の津3丁目5-18[5]

本社・福岡営業所は、自社航路が発着していた郷ノ浦港及び博多港の埠頭の公共臨港倉庫・附属事務棟に設置している。航路を運航していた当時から、本社・福岡営業所には集配用トラックを配置し、自社で集荷・配送を行っていた。自社航路の減船・撤退後、本社 - 福岡営業所間の輸送は、集荷した貨物をトラックに積載し、九州郵船などのフェリーで航送することにより行っている。

## 運航していた船舶
最盛時には、郷ノ浦港 - 博多港間で貨物船2隻による頻回運航を行っていた。
- 第二十一壱岐丸
  - 船舶番号127848。122総トン。1985年旭洋造船建造。2008年売却。
- 第二十八壱岐丸
  - 船舶番号132750。160総トン。1992年渡辺造船所建造。2018年売却。

## 沿革
- 1963年（昭和38年）4月11日 - 設立[5]。
- 1971年（昭和46年） - 郷ノ浦町が公設した郷ノ浦港公共臨港倉庫・事務所棟に本社を入居[3]。
- 2008年（平成20年） - 貨物船第二十一壱岐丸を売却。
- 2017年（平成29年）5月 - 貨物船第二十八壱岐丸が、博多港で防波堤に衝突[1][2]。
- 2018年（平成30年） - 貨物船第二十八壱岐丸を売却。自社航路の運航から撤退。